# Hadronyche anzses
Espèce
Hadronyche anzses est une espèce d'araignées mygalomorphes de la famille des Atracidae.

## Distribution
Cette espèce est endémique du Queensland en Australie. Elle se rencontre à Mossman sur le Mossman Bluff.

## Description
La carapace du mâle holotype mesure 5,31 mm de long sur 5,13 mm et l'abdomen 5,63 mm de long sur 4,50 mm.

## Étymologie
Cette espèce est nommée en référence à l'Australian and New Zealand Scientific Exploration Society.

## Publication originale
- Raven, 2000 : A new species of funnel-web spider (Hadronyche: Hexathelidae: Mygalomorphae) from north Queensland. Memoirs of the Queensland Museum, vol. 46, no 1, p. 225-230 (texte intégral).